# ماتي مافريتش
ماتي مافريتش (بالإيطالية: Matej Mavrič)‏ (مواليد 29 يناير 1979 في كوبر) لاعب كرة قدم سلوفيني يلعب حاليا لصالح نادي كابفينبيرغ النمساوي .

## روابط خارجية
- ماتي مافريتش على موقع الاتحاد الدولي (مؤرشف)  (الإنجليزية)
- ماتي مافريتش على موقع قاعدة بيانات كرة القدم.إي يو (الإنجليزية)
- ماتي مافريتش على موقع ناشيونال فوتبول تيمز (الإنجليزية)
- ماتي مافريتش على موقع Soccerway.com (الإنجليزية)
- ماتي مافريتش على موقع عالم كرة القدم.نت (الإنجليزية)